# Pseudothecadactylus cavaticus
Pseudothecadactylus cavaticus — вид ящірок родини диплодактилідів (Eublepharidae). Ендемік Австралії.

## Поширення і екологія
Pseudothecadactylus cavaticus мешкають в регіоні Кімберлі в Західній Австралії та на острові Бунгарі. Вони живуть в тріщинах серед скель та в печерах, найбільш активні вологими вечорами в період дощів. Живляться комахами, павуками та дрібними деревними геконами.